# Комуніст (зупинний пункт)
Комуні́ст — закритий залізничний зупинний пункт Конотопської дирекції Південно-Західної залізниці.
Розташований за кількасот метрів від села Данилівка Менського району Чернігівської області на лінії Бахмач-Пасажирський — Деревини між станціями Мена (10 км) та Низківка (9 км).
У 2024 році закритий з виключенням з Тарифного керівництва № 4.